# Masayuki Suo
Masayuki Suo (em kanji:周防正行, transliterado: Suo Masayuki), nascido a 29 de outubro de 1956 em Tóquio, é um realizador de cinema japonês. É talvez mais conhecidos pelos seus dois filmes vencedores de prémios da Academia Japonesa: Sumo Do, Sumo Don't em 1992 e Shall We Dance em 1996, vencedor de diversos prêmios.

## Vida e Carreira
Em 1982, junto com os cineastas Yoshiho Fukuoka, Itsumichi Isomura, Toshiyuki Mizutani e Akira Yoneda, Suo fundou uma produtora chamada Unit 5. Suo trabalhou como assistente de direção e apareceu no elenco da estréia na direção de Kiyoshi Kurosawa, o filme rosa Kandagawa Pervert Wars (1983). Nesse estágio inicial de sua carreira, Suo também escreveu roteiros para o gênero de filme rosa, como Scanty Panty Doll: Pungent Aroma (1983). O primeiro filme de Suo como diretor também foi no gênero rosa: Abnormal Family: Older Brother's Bride (1984), um filme desenhado como um tributo e sátira da Tokyo Story de Yasujirō Ozu. Em seu livro sobre o filme rosa, Behind the Pink Curtain (2008), Jasper Sharp chama Abnormal Family: Older Brother's Bride uma das primeiras obras-primas e um dos filmes mais espirituosos já feitos no gênero. Suo não apenas zomba da história de Ozu, mas também imita muitas de suas técnicas estilísticas, como filmar seus atores de um ângulo baixo de tatame, personagens rígidos e estáticos falando uns com os outros com ângulos de olhos incompatíveis e uma melodia simples e sentimental que acompanha o filme. Nos anos desde seu lançamento, o filme divertiu os estudantes de cinema com a atividade de localizar e identificar as muitas referências de Suo a Ozu e sua obra.
Em seguida, ele trabalhou para Juzo Itami, para filmar peças de "making of" para A Taxing Woman (1987) e A Taxing Woman 2 (1988). Ele fez sua estreia no cinema regular com Fancy Dance em 1989, e ganhou o prêmio de novos diretores do Directors Guild of Japan por seu próximo longa, Sumo Do, Sumo Don't, em 1991.
Suo's 1996 Shall We Dance? ganhou quatorze prêmios no Prêmios da Academia do Japão, incluindo Melhor Ator, Melhor Atriz, Melhor Diretor e Melhor Filme e teve forte atuação nos cinemas dos EUA. Em 2006, Suo dirigiu I Just Didn't Do It, um filme jurídico estrelado por Ryo Kase. Foi seguido pelo filme com tema médico de 2012, A Terminal Trust. Seu filme musical, Lady Maiko, foi exibido no Festival Internacional de Cinema de Xangai de 2014.

## Estilo de vida
Em uma entrevista de 1997 para a IndieWire, Suo falou sobre seu estilo de fazer filmes:
| “ | A coisa mais importante para mim na realização de um filme é amar as suas personagens, de forma a que mesmo que se tenha apenas alguns segundos com a personagem, essa pessoa tem de ter a sua vida. Portanto, eu quero respeita-la, eu quero fazer filmes onde cada personagem tem a sua própria individualidade" | ” |

## Filmografia
Os seguintes títulos estão apresentados em inglês:
- 1984 Abnormal Family: Older Brother's Bride[4]
- 1989 Fancy Dance[13]
- 1992 Sumo Do, Sumo Don't
- 1996 Shall We Dance
- 2006 Even so, I didn't do it
- 2014 Lady Maiko[14]

## Prêmios
- Prêmio da Academia do Japão de 1993 para Diretor do Ano - Sumo Do, Sumo Don't
- Prêmio da Academia do Japão de 1997 para Diretor do Ano - Shall We Dance?
- Medalha de Honra em 2016[15]